# 730년대
730년대는 730년부터 739년까지를 가리킨다.